# Nikołaj Charitonow
Nikołaj Michajłowicz Charitonow (ros. Николай Михайлович Харитонов; ur. 30 października 1948) – rosyjski polityk.
Jest członkiem Agrarnej Partii Rosji i Dumy. Wziął udział w wyborach prezydenckich w 2004. Jego kandydaturę poparła Komunistyczna Partia Federacji Rosyjskiej. Ostatecznie uzyskał 13,7% głosów i zajął drugie miejsce za urzędującym prezydentem Władimirem Putinem.